# Mesoclemmys raniceps
Mesoclemmys raniceps är en sköldpaddsart som beskrevs av  Gray 1855. Mesoclemmys raniceps ingår i släktet Mesoclemmys och familjen ormhalssköldpaddor. Inga underarter finns listade i Catalogue of Life.
Arten förekommer i Amazonområdet och i andra delar av nordvästra Sydamerika söderut till Bolivia.